# Župnija Planina
Župnija Planina je rimskokatoliška teritorialna župnija Vipavske dekanije, ki spada pod Škofijo Koper.

## Sakralni objekti
- cerkev sv. Kancijana, Planina - župnijska cerkev
- cerkev sv. Marjete, Dolenje - podružnica
- cerkev sv. Pavla, Planina - podružnica

Od 1. januarja 2018 :
- cerkev Marijinega imena, Šmarje - podružnica
- cerkev sv. Lenarta, Spodnja Branica - podružnica